# Túnel 9 de Julio
El túnel 9 de Julio (en portugués:Túnel Nove de Julho), también llamado túnel Daher Elias Cutait, es un túnel de 450 metros de largo ubicado en la ciudad de São Paulo, Brasil. Fue el primer túnel construido en la ciudad y es considerado un hito del urbanismo en la ciudad al ser una obra que une la zona centro y la zona sur. La obra demoró un año en estar construida y su inauguración, el 23 de julio de 1938, contó con la presencia del entonces presidente Getúlio Vargas.

## Ubicación
El túnel se ubica en la avenida 9 de Julio en las proximidades de los barrios de Bela Vista en la zona central y Jardins en la zona oeste, cruzando subterráneamente la avenida Paulista.
Fue construido en el lugar donde antes existía la avenida Anhangabaú y el arroyo Saracura, hoy entubado bajo la avenida. Las bocas de entrada de los túneles hacen referencia a este arroyo.

## Historia

### Antecedentes

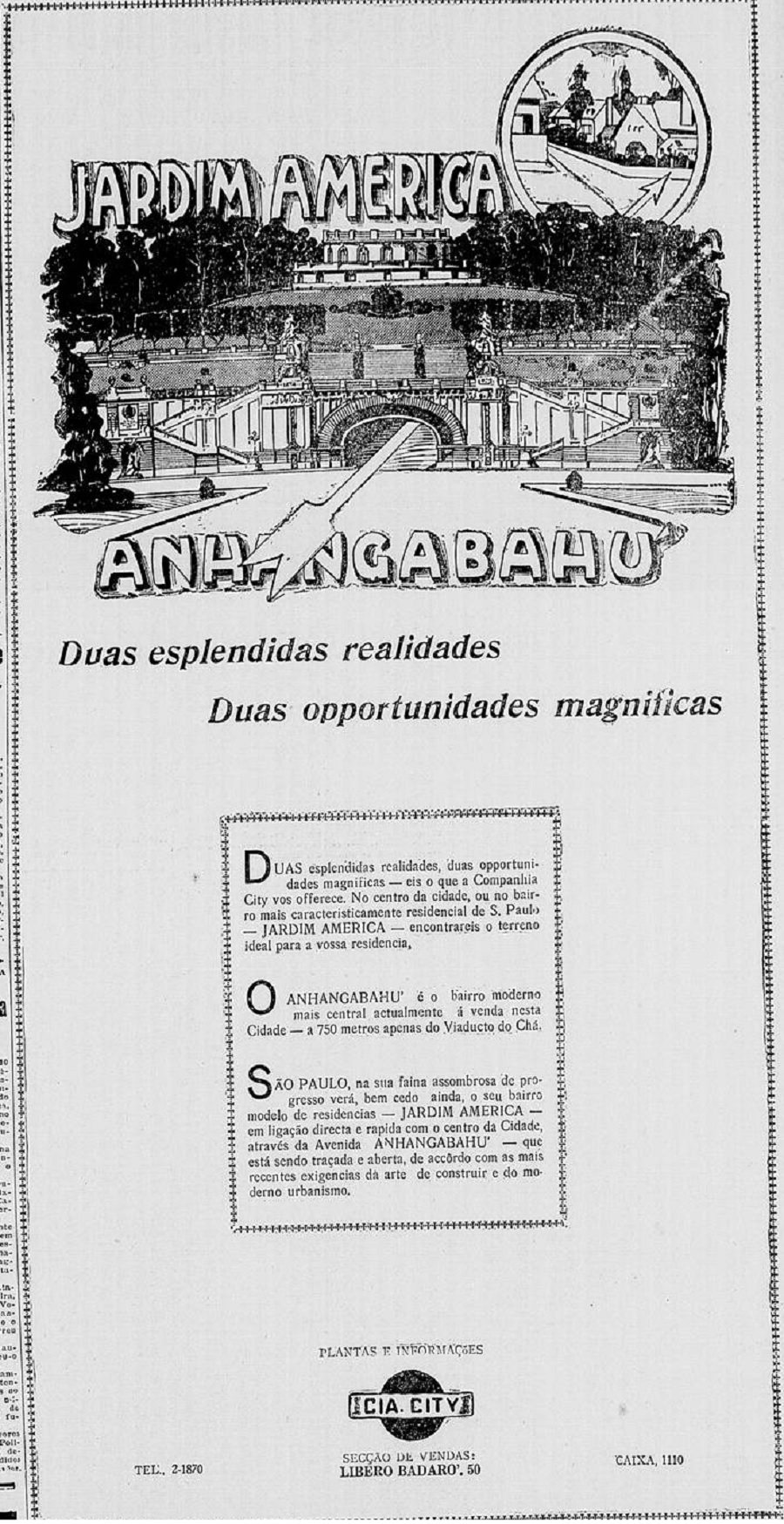
Proyecto de la entrada del túnel desarrollado por Cristiano Stockler das Neves en un anuncio de la Companhia City, 1929.

En 1923, la Cámara Municipal de São Paulo creó la Comisión de la Avenida Anhangabaú, con el objetivo de hacer realidad el proyecto de construcción de la Avenida Anhangabú (actual Avenida 9 de Julio). La comisión, liderada por el concejal Gofredo da Silva Teles, funcionó de forma intermitente hasta 1928 cuando presentó su informe final recomendando la construcción de la avenida y presentando un expediente técnico. Luego, partes de ese expediente fueron utilizadas para la implementación de la Avenida 9 de Julio.
Para atravesar el espigão da Paulista, el ingeniero jefe de la alcaldía, Alcides Martins Barbosa, y el arquitecto Cristiano Stockler das Neves proyectaron un túnel de 390 metros de largo, 15 de año y un desnivel de 2.3 metros entre sus bocas. Ese túnel tenía la previsión de ser construido bajo el Belvedere Trianon. El proyecto siguió en discusión hasta que la comisión fue disuelta debido a la revolución de 1930, paralizando los trabajos de construcción de la avenida iniciados el año anterior. El proyecto no se retomaría hasta 1934.

### Túnel 9 de Julio
Para reproyectar el túnel de la Avenida Anhangabaú, el alcalde contrató al ingeniero italiano Domingos Marchetti (1893-1975). Trabajando para la Sociedade Construtora Brasileira, Marchetti proyectó el túnel y supervisó sus obras, iniciadas en 1935, hasta su inauguración. A pesar de que las obras fueron concluidas en mayo de 1938, el túnel sólo sería inaugurado el 23 de julio de ese año por el presidente Getúlio Vargas.
En un inicio, el presidente no tenía planeado asistir al evento pero fue convencido por el interventor del estado de São Paulo, Adhemar de Barros, de que sería una demostración de simpatía para con São Paulo donde Vargas no era muy querido.
La extensión del túnel bajo la Avenida Paulista es de 450 metros y el mirador sobre el túnel fue poco aprovecho por más de siete décadas hasta que fue cedido a la administración privada, volviéndose un punto turístico. El mirador tiene un área de cuatrocientos metros cuadrados y fue refaccionado en el 2015 bajo el comando del "Consorcio Belvedere". El lugar cuenta con una cafetería, bar y galería subterránea además de recibir ferias independientes.
En 1975 cuando el túnel cumplió 37 años estaba considerado como uno con sistemas de iluminación y ventilación obsoletos. Eso obligó a la Emurb a realizar un proyecto de modernización capaz de atender al intenso tráfico vehicular. La primera gran reforma estructural se dio en 1988 cuando el túnel cumplió 50 años.
En el 2001, el túnel fue renombrado como Daher Elias Cutait por la alcaldesa Marta Suplicy, pero el nuevo nombre no fue aceptado por la población quedando únicamente escrito entre paréntesis en las placas de tránsito. Además de la Avenida Paulista, el túnel pasa bajo el MASP, el Parque Trianon y la línea 2 del metro.

## Nuevo túnel
Durante la elaboración del proyecto del corredor de trólebus Santo Amaro–9 de Julio–Centro, hubo una discusión sobre su implementación en el túnel. Habida cuenta que el túnel sólo tiene dos carriles en cada sentido, era considerado un cuello de botella y la sola implementación del corredor de trolebuses dejaría un único carril libre para los vehículos. Luego de la inauguración parcial del corredor, la administración de Jânio Quadros contrató, en 1986, a la oficina de Figueiredo Ferraz para elaborar un proyecto capaz de solucionar este problema.
Ferraz desarrolló el proyecto de un nuevo túnel, con 900 metros de extensión, con un único sentido (y la idea de alternar el sentido de funcionamiento del nuevo túnel en los horarios de pico de tránsito) bajo el túnel 9 de Julio. Para permitir la realización de los trabajos sin afectar el funcionamiento del túnel antiguo y del MASP, Ferraz propuso el empleo del nuevo método austriaco de construcción de túneles. La obra, valorizada entre 15 y 20 millones de dólares, no salió del papel y la alcaldía optó por reformar el túnel.